# Младшие Сыны
«Младшие Сыны» (англ. Second Sons) — восьмой эпизод третьего сезона фэнтезийного сериала канала HBO «Игра престолов» и 28-й во всём сериале. Сценарий написали исполнительные продюсеры Дэвид Бениофф и Д. Б. Уайсс, и режиссёром стала Мишель Макларен. Премьера состоялась 19 мая 2013 года.
Эпизод сосредоточен на свадьбе Тириона Ланнистера и Сансы Старк в Королевской Гавани, прибытии Джендри на Драконий Камень и встрече Дейенерис с компанией наёмников Младших Сыновей перед стенами Юнкая.

## Сюжет

### В Королевской Гавани
За несколько часов до свадьбы Тирион (Питер Динклэйдж) навещает Сансу (Софи Тёрнер), чтобы успокоить перед предстоящим событием. В Септе Бейелора королева Серсея (Лина Хиди) запугивает Маргери (Натали Дормер) историей про Дом Рейнов из Кастамере, который её отец Тайвин (Чарльз Дэнс) истребил во время их восстания против Ланнистеров. Прибыв в Септу, король Джоффри (Джек Глисон) ведёт Сансу к алтарю, говоря, что её некому вести к алтарю, так как он казнил её отца. Проводив Сансу к положенному месту, Джоффри, издеваясь над дядей, уходя забирает приготовленную табуретку, на которую Тирион должен был встать, чтобы накинуть на Сансу плащ с цветом Ланнистеров во время церемонии. После смеха из толпы, Тирион просит Сансу стать на колени и они женятся.
На свадебном пиру Тирион очень сильно напивается, раздражая Сансу и Тайвина, который выговаривает своему сыну, что он должен перестать пить, чтобы начать пытаться зачать ребёнка с его новой женой. Джоффри, угрожая Сансе, что позже изнасилует её, призывает всех начать традиционное провожание новобрачных на ложе. Но Тирион не желает этого и угрожает Джоффри кастрацией. Тайвин разряжает ситуацию, а Тирион избегает наказания, оправдывая свои угрозы опьянением. Тирион покидает пир вместе с Сансой и, несмотря на то, что Тайвин приказал Тириону скрепить их брак, он говорит Сансе, что не разделит с ней ложе до тех пор, пока она сама не захочет этого.

### На Драконьем Камне
Мелисандра (Кэрис ван Хаутен) прибывает в Драконий Камень вместе с Джендри (Джо Демпси). Несмотря на то, что Станнис (Стивен Диллэйн) неприветливо встречает королевского бастарда, его со всеми удобствами размещают во дворце. Станнис Баратеон навещает в темнице Давоса Сиворта (Лиам Каннингем) и говорит ему, что собирается принести в жертву Джендри. Давос считает это бесчестным, Станнис это понимает, но готов пойти на это, чтобы этой жертвой спасти множество других людей, которые наверняка умрут, если будет кровопролитная битва. Затем Давос обещает, что не будет пытаться убить Мелисандру. В своих покоях она соблазняет Джендри, потом привязывает его к кровати и кладёт на его тело, а также на его мужское достоинство, трёх пиявок, которые сосут его кровь. Потом Станнис входит в комнату, бросает пиявок в огонь и произносит имена своих врагов: Робба Старка, Бейлона Грейджоя и Джоффри Баратеона.

### В Речных Землях
Арья (Мэйси Уильямс) пытается убить Сандора «Пса» Клигана (Рори Макканн) во время его сна, но он срывает её попытку покушения на его жизнь. Они покидают свой лагерь и направляются в Близнецы, где Клиган намеревается получить за неё выкуп у Робба.

### В Юнкае
Сир Джорах Мормонт (Иэн Глен) сообщает Дейенерис (Эмилия Кларк), что Юнкай нанял отряд наёмников Младшие Сыны, во главе которых капитан Меро (Марк Киллин). Вскоре Дейенерис встречается с капитанами Меро, Прендалем на Гхезном (Рамон Тикарам) и их лейтенантом Даарио Нахарисом (Эд Скрейн). Она намеревается подкупить Меро, чтобы он нарушил сделку с Юнкаем и сражался за неё, дав им два дня на принятие решения. В лагере Младших Сынов они планируют убить Дейенерис этой ночью, выбрав того, кто проникнет в её лагерь. Для исполнения их замысла они тянут жребий, и выбор падает на Даарио.
После наступления темноты Даарио входит в лагерь Дейенерис, замаскировавшись под солдата Безупречных. В её шатре он бросает в ноги Дейнерис и Миссандеи (Натали Эммануэль) отрубленные головы Меро и Прендаля, после чего становится на колени и присягает вместе со всеми Младшими Сыновьями.

### За Стеной
Сэм (Джон Брэдли) и Лилли (Ханна Мюррей) продолжают свой путь на Стену. Они останавливаются в заброшенной хижине и обсуждают имя её сына. Когда они слышат стаю ворон, каркающих неподалёку, Сэм выходит из хижины и подвергается нападению Белого ходока, который своим прикосновением разламывает меч Сэма вдребезги. Ходок движется в сторону Лилли, намереваясь забрать её сына, но Сэм вонзает в спину Ходока наконечник копья из драконьего стекла, убивая его. Затем Сэм и Лилли бегут в ночи, преследуемые воронами.

## Производство

### Сценарий

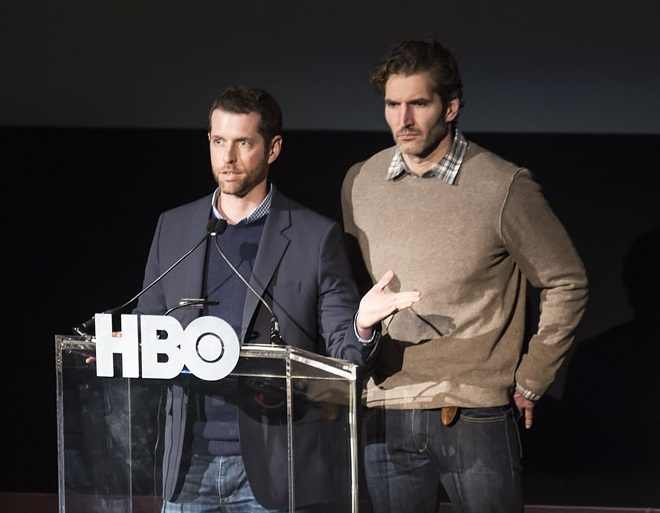
Сценарий к эпизоду написали создатели сериала Дэвид Бениофф и Д. Б. Уайсс.

Сценарий к «Младшим Сынам» написали создатели шоу и исполнительные продюсеры Дэвид Бениофф и Д. Б. Уайсс, основанный на материале из романа Джорджа Р. Р. Мартина «Буря мечей». Эпизод адаптирует части глав 19, 29, 37, 43, 47 и 48 (Сэмвелл I, Санса III, Давос IV, Дейенерис IV, Сэмвелл III и Арья IX).

### Кастинг
Эпизод представляет трёх наёмных капитанов Юнкая: Марк Киллин в роли Меро (известный как Титанов Бастард), Эд Скрейн в повторяющейся роли Даарио Нахариса и Рамон Тикарам в роли Прендаля на Гхезна. В заключительных титрах эпизода Рамон Тикарам ошибочно указан как «Рамон Тикрум»

### Места съёмок
Большинство сцен эпизода были сняты в студии The Paint Hall в Белфасте, включая свадьбу Тириона и Сансы, которая была снята на огромном полукруглом своде Великой Септы Бейелора в сентябре 2012 года. Для этой сцены было нанято несколько сотен статистов.

## Реакция
Эпизод посмотрели 5.1 миллионов зрителей, увеличившись по сравнению с предыдущей неделей.

### Реакция критиков
Записывая для IGN, Мэтт Фоулер поставил эпизоду оценку 9.0/10, и написал, что «на этой неделе, хорошо продуманной и чудесно сыгранной, „Игра престолов“ дала нам прохладную свадьбу, горячее купание и кровопускание». Он в особенности похвалил сцены между Сансой и Тирионом и между сиром Давосом и Станнисом. Дэвид Симс и Тодд Вандерверфф, оба пишущие для The A.V. Club, дали эпизоду рейтинги «B». Симс был недоволен извилистым темпом эпизода, но похвалил конец эпизода, тем как Сэм убил Белого ходока, как «самый ответственный, увлекательный, электризованный момент ночи». Вандерверфф похвалил использование наготы в эпизоде, написав «… Я на самом деле думаю, что „Игра престолов“ стала совсем немного лучше в использовании наготы и секса в разгаре всего остального, как метод рассказывании её истории. Она прошла долгий путь от 'секспозиции' со дней первого сезона, когда иногда казалось, что сериал покажет грудь на заднем плане сцены, на случай если нам станет скучно от слушания долгих разговоров».

### Награды
Питер Динклэйдж представил этот эпизод на рассмотрение из-за его номинации на премию «Эмми» за лучшую мужскую роль второго плана в драматическом сериале на 65-й церемонии вручения премии.